# Paul Bader (Politiker)

Paul Bader

Paul Bader (* 13. Februar 1865 in Altenkirchen auf der Insel Rügen; † 4. April 1945 in Greifswald) war ein deutscher Politiker der Weimarer Republik und Reichstagsabgeordneter (SPD). Dem Reichstag gehörte er von der 3. bis zur 5. Wahlperiode an.

## Leben
Er besuchte das Realgymnasium in Grabow in Mecklenburg und Greifswald und studierte anschließend zwischen 1883 und 1887 in Greifswald Mathematik, dazu Volkswirtschaftslehre, Geschichte und Literatur. Anschließend arbeitete er als Journalist. Zwischen 1887 und 1899 war er als Redakteur in Frankfurt am Main, in Neustadt a. d. H. und in Marburg bei verschiedenen Zeitungen tätig und seit 1899 als Chefredakteur bei der sozialdemokratischen Volksstimme in Magdeburg beschäftigt. Bei der Volksstimme blieb er bis 1923.
1919 und 1920 gehörte er der verfassunggebenden deutschen Nationalversammlung an und hier kurzfristig Nachfolger von Friedrich Stampfer kurzzeitig auch bei der SPD-Zeitschrift Vorwärts beschäftigt. 1924 wurde er in den Reichstag gewählt, dem er bis 1932 jeweils für den Wahlkreis 10 (Magdeburg) angehören sollte. Nach 1933 hielt er sich noch einige Jahre in Berlin auf, bevor er angesichts der zunehmenden Bombardements nach Greifswald auswich, wo er dann auch starb.

## Literarisches Schaffen
Unter dem Pseudonym Konrad Terbin verfasste er 1914 die Tragödie Das Gesetz, das im Verlag W. Pfannkuch & Co. in Magdeburg erschien und 1921 am Magdeburger Wilhelmtheater uraufgeführt wurde. Er verfasste auch die Werke Astra (1922) sowie die beiden Stücke Strandräuber und Die versunkene Welt.